# Anders Huggert
Anders Harald Huggert, född 25 juni 1944 i Solna, är en svensk museiman. 
Huggert, som är son till professor Arne Huggert och Anna-Lisa Wideen, blev filosofie kandidat vid Uppsala universitet 1969. Han innehade projektanställningar vid bland annat Göteborgs historiska museum, Riksantikvarieämbetet och Statens sjöhistoriska museum, varefter han blev antikvarie på Västerbottens museum 1974 och landsantikvarie i Västerbottens län 1978.